# Каунаський замок

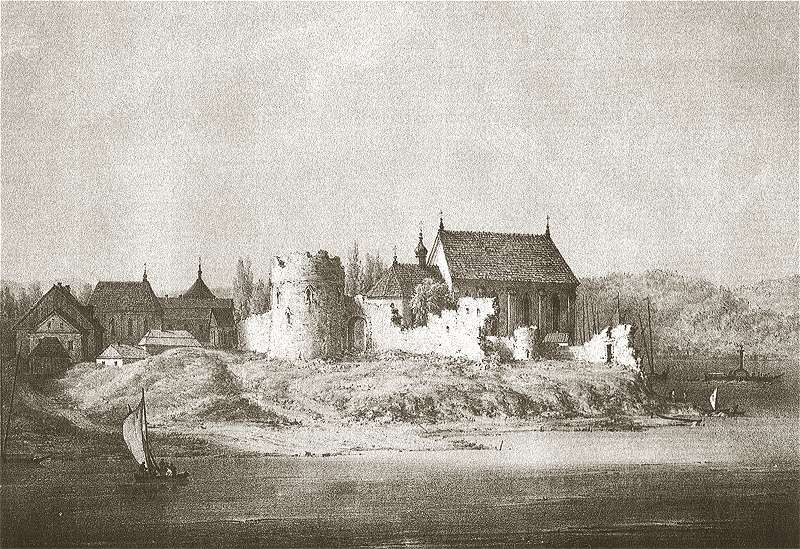
Каунаський замок. Худ. Напорлеон Орда

54°53′56″ пн. ш. 23°53′06″ сх. д. / 54.899° пн. ш. 23.885° сх. д.
Каунаський замок (лит. Kauno Pilis, пол. Zamek w Kownie) — середньовічний замок у литовському місті Каунас. Розташований біля місця впадіння річки Няріс у річку Німан.

## Історія

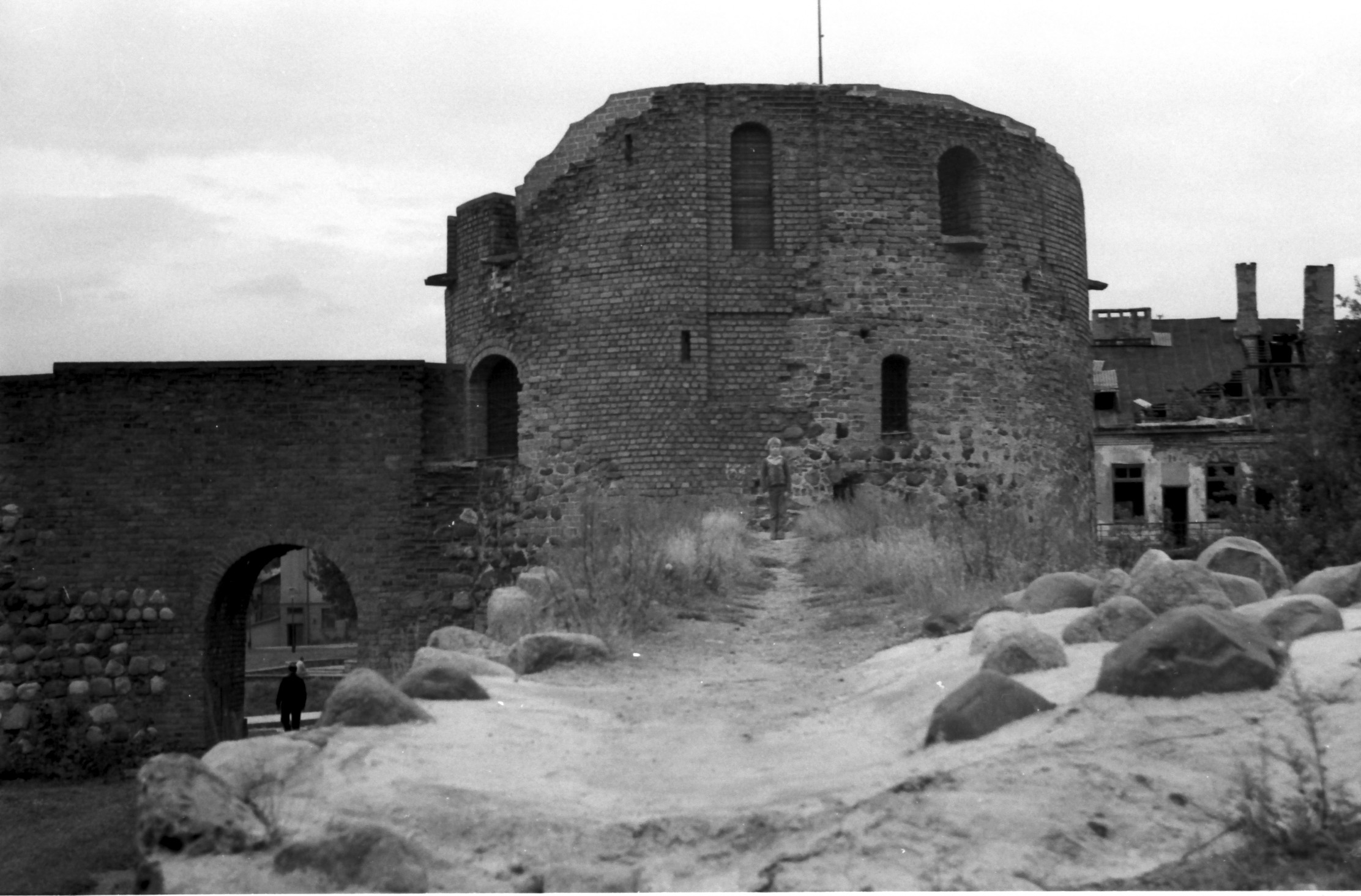
Вежа замку. 1984

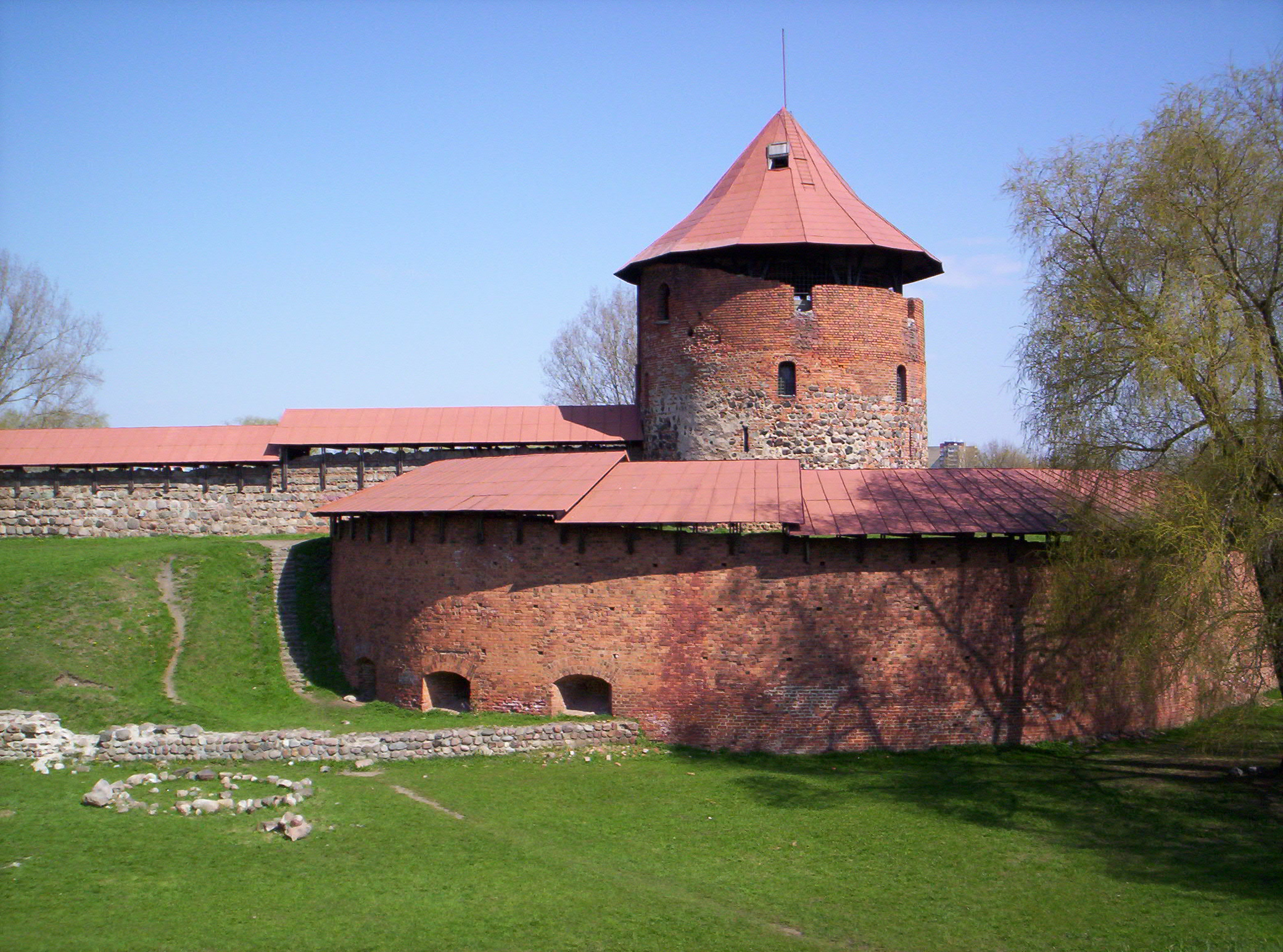
Замок до реконструкції. 2005

Для захисту Вільнюса і Тракаю від нападів хрестоносців був споруджений литовцями замок у формі неправильного чотирьохкутника з подвійним муром і 2 брамами. Великий магістр Вінріх фон Кніпроде 1361 року в кореспонденції дізнавався про вигляд замку, висоту і товщину мурів. У березні 1362 взяли замок в облогу, атакуючи його за допомогою катапульт, облогових веж. За 3 тижні вони захопили зруйнований замок. Здобуття замку вони відсвяткували у його дворі нічним Великодним богослужінням. Після їхнього відходу литовці спорудили земляне укріплення.
Великий магістр Конрад Целльнер фон Ротенштайн 1383 року знову захопив укріплення, на місці якого розпочав мурувати прямокутний замок Ritterswerde з 4 наріжними вежами і квадратною надбрамною. Із замку 1391 року хрестоносці виступили в похід на Литву, тут 1396-го Конрад фон Юнгінген і Вітовт підписали перемир'я. За Салінським договором кордон пройшов по ріці Невежис і замок дістався Литві. Тут 1404 року Вітовт зустрівся з фон Юнгінгеном, якому жмудини склали обітниці. 6 січня 1408 за посередництвом Вітовта тут зустрілись фон Юнгінген, ландмейстер з Лівонії з Владиславом II Ягайло, який ще декілька разів перебував тут, приймаючи послів.
Замок посилили у XVI ст., добудувавши південно-східну бастею (1560/80). У 1611 замок пошкодила повінь на ріці (обвалилась вежа), а 1655 при штурмі його спалило московське військо. Після їхнього відходу замок використовували як в'язницю, а після поділу Речі Посполитої 1795 був даний дозвіл на будівництво на його території будинків. Під час повеней 1611, 1730-х років вода підмила берег, через що завалилось північне прясло муру з 2 вежами.
У 1930-х роках провели перші археологічні дослідження замку. 1954 було законсервовано і надбудовано мури, вежу покрито дахом. З 2010 розпочато реконструкцію вежі. У замку діє музей.

## Джерела

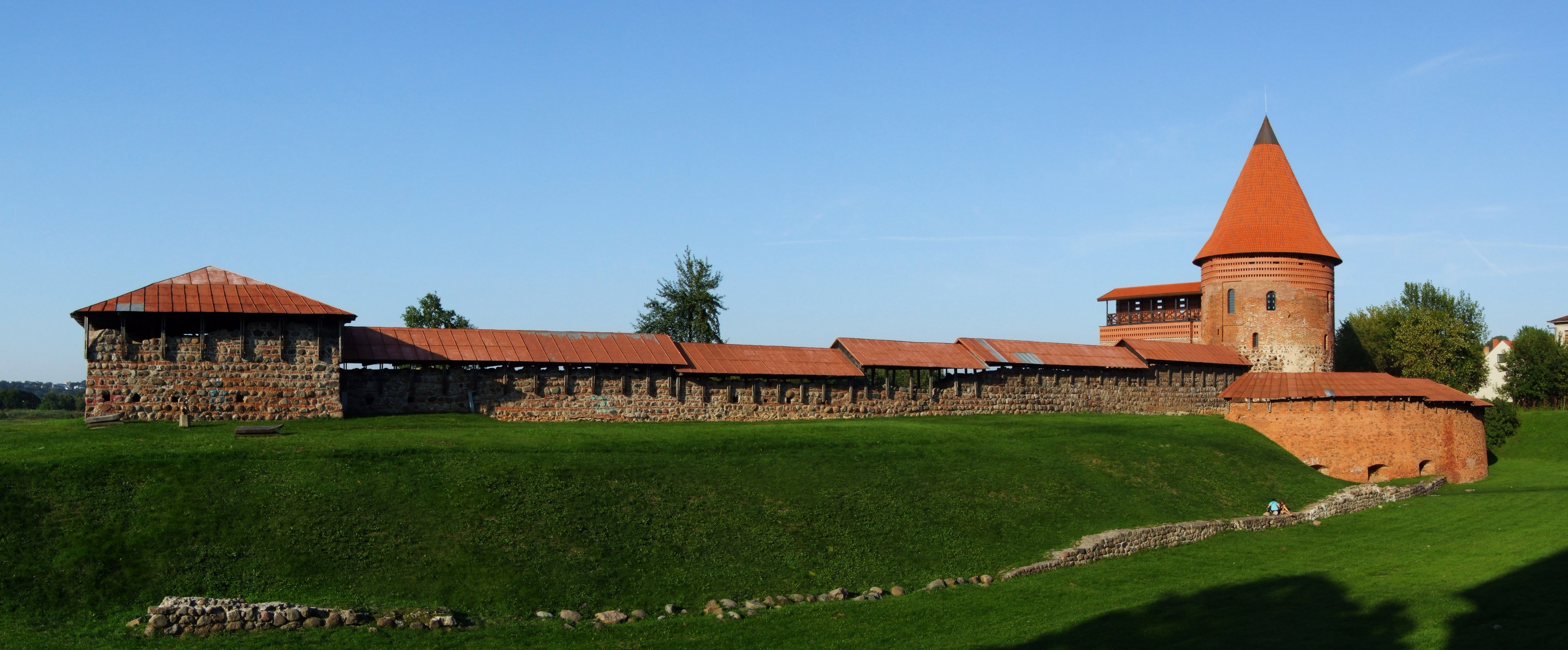
Панорама замку після реконструкції 2010